# Aniba taubertiana
Aniba taubertiana är en lagerväxtart som beskrevs av Carl Christian Mez. Aniba taubertiana ingår i släktet Aniba och familjen lagerväxter. Inga underarter finns listade i Catalogue of Life.